# Alicia, Bohol
Alicia là đô thị hạng 4 ở tỉnh Bohol, Philippines. Theo điều tra dân số năm 2007, đô thị này có dân số 23.422 người.

## Các đơn vị hành chính
Alicia về mặt hành chính được chia thành 15 khu phố (barangay).
- Cabatang
- Cagongcagong
- Cambaol
- Cayacay
- Del Monte
- Katipunan
- La Hacienda
- Mahayag
- Napo (Ilaud and Ilaya)
- Pagahat
- Poblacion (Calingganay)
- Progreso
- Putlongcam
- Sudlon (Omhon)
- Untaga